# فايرانكود
فايرانكود أو فايرامكود(الماليالام: വൈരങ്കോട്) هي قرية في جنوب الهند وتحديدًا في  ولاية كيرلا، منطقة مالابورام . وهي معروفة بمعبد فايرانكود، أحد أقدم المعابد وأكثرها شعبية في ولاية كيرالا. تقع القرية والمعبد على طريق باتارناداكاو. تيرور هي أقرب محطة سكة حديد ومطار كاليكوت الدولي هو أقرب مطار.

## معبد فايرانكود بهاجافاثي[3][4]

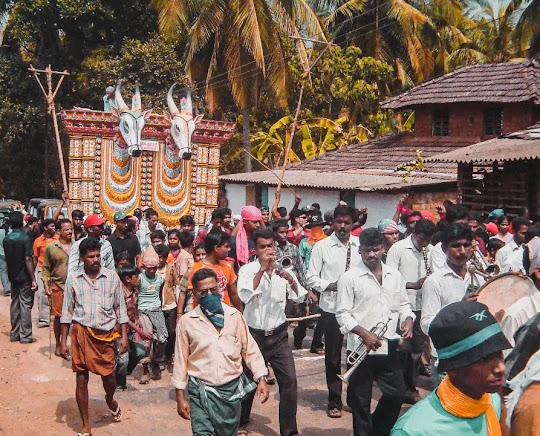
مهرجان فايراكود
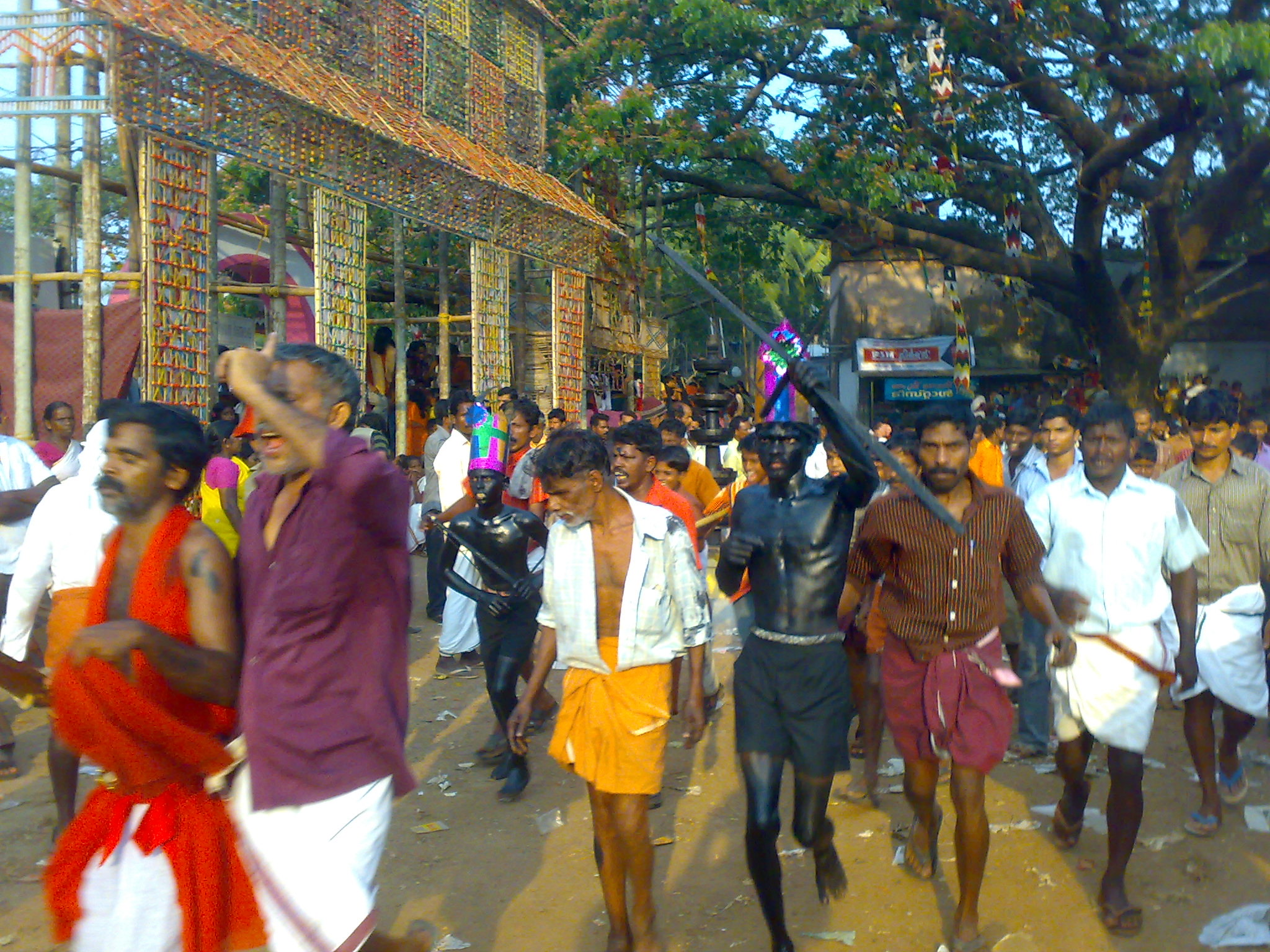
مهرجان فايراكود
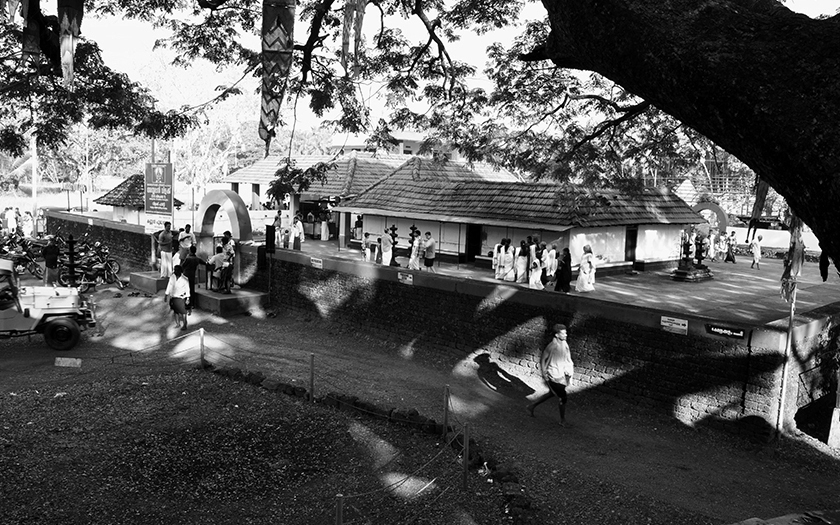
معبد فايرانكود بهاجافاثي
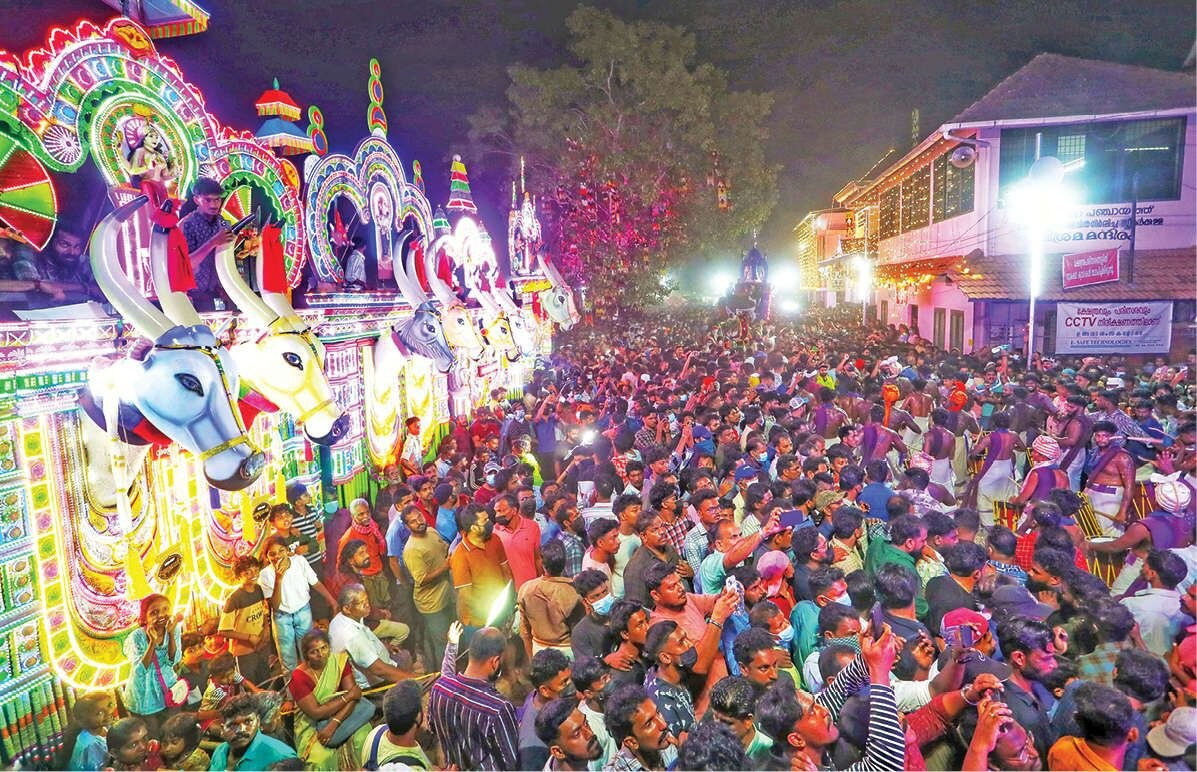
مهرجان فايراكود
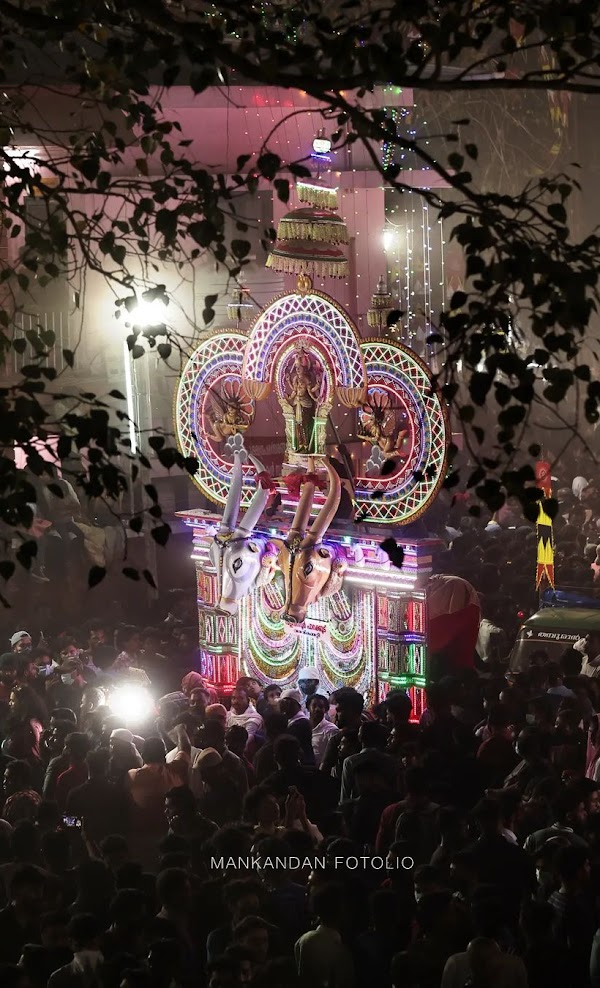
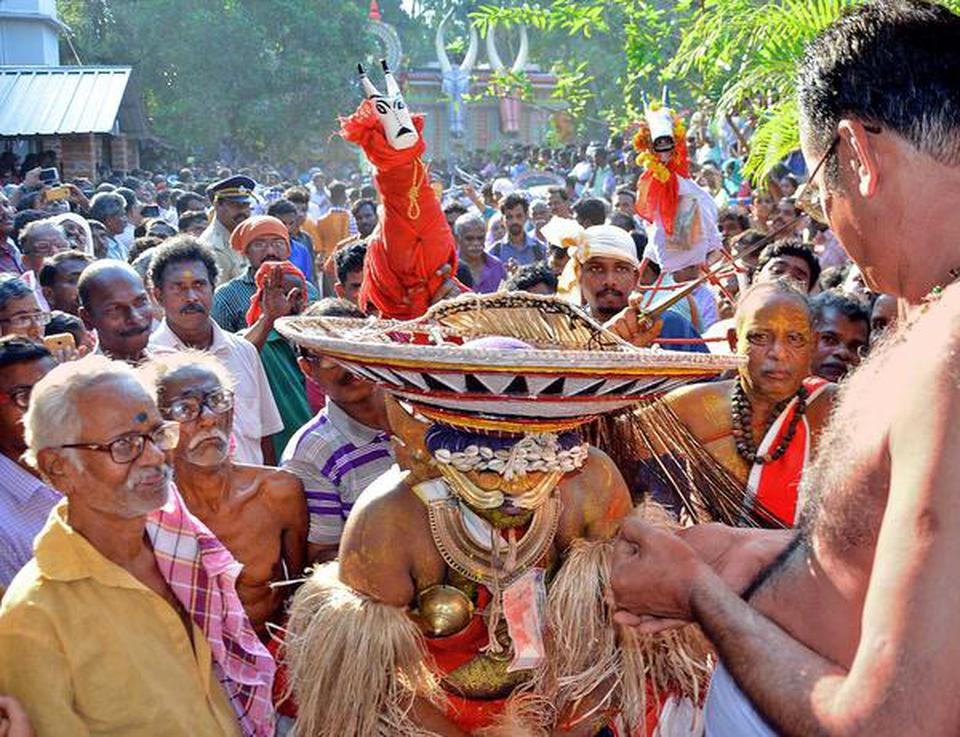